# الكائنات الحية في الثقافة

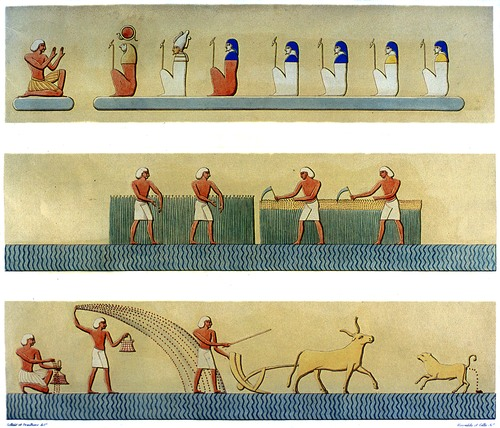
الزراعة، يظهر هنا حصاد الحبوب والحراثة باستخدام الماشية المستأنسة، كان شيئا حاسما للحضارة البشرية منذ وقت مصر القديمة. كتاب الموتى، توضيح 110: حقول لارو. مشهد من قبر رمسيس الثالث (1186-1155 قبل الميلاد)

الكائنات الحية بما في ذلك الحيوانات والنباتات والفطريات والميكروبات تلعب أدوارا كثيرة في الثقافة. 
توفر النباتات الجزء الأكبر من الغذاء للناس وحيواناتهم المنزلية: الكثير من الثقافة والحضارة البشرية دخلت حيز الوجود من خلال الزراعة. في حين أن عددا كبيرا من النباتات قد استخدمت في الغذاء، فإن عددا قليلا من المحاصيل الأساسية بما في ذلك القمح والأرز والذرة توفر معظم الأغذية في العالم اليوم. وفي المقابل، توفر الحيوانات الكثير من اللحوم التي يأكلها البشريون، سواء كانوا مستزرعين أو مصطدين، وحتى وصول النقل الميكانيكي، توفر الثدييات الأرضية جزءا كبيرا من الطاقة المستخدمة في العمل والنقل. مجموعة متنوعة من الكائنات الحية بمثابة نماذج في علم الأحياء، كما هو الحال في علم الوراثة، وفي اختبار المخدرات. حتى القرن التاسع عشر، كانت النباتات الطبية تنتج معظم العقاقير في الاستخدام الشائع، كما هو موضح في القرن الأول من قبل ديسقوريدوس. النباتات هي مصدر العديد من العقاقير نفسانية التأثير، وبعضها المعروف أنها استخدمت منذ آلاف السنين مثل الخميرة والفطر قد استخدمت لتخمير الحبوب مثل القمح والشعير لصنع الخبز والبيرة. وقد تم جمع الفطريات الأخرى مثل أمانيت الطائر كالعقاقير ذات التأثير النفسي.
يتم الاحتفاظ بـالعديد من الحيوانات كحيوانات منزلية، والأكثر شعبية هي الثدييات، وخاصة الكلاب والقطط. تزرع النباتات للمتعة في الحدائق والدفيئات الزراعية، ما يجعل الزهور وأوراق الشجر الزخرفية؛ مثل الصبار، قادرة على تحمل الظروف الجافة، وتزرع كالنباتات المنزلية.
الحيوانات مثل الخيول والغزلان هي من بين أقدم الموضوعات الفنية، وجدت في رسوم كهوف العصر الحجري القديم العلوي مثلما في كهف لاسكو.
كما أن الأشياء الحية تلعب في مجموعة واسعة من الأدوار الرمزية في الأدب والسينما والأساطير والدين.

## الاستخدامات العملية

### للأغذية والمواد

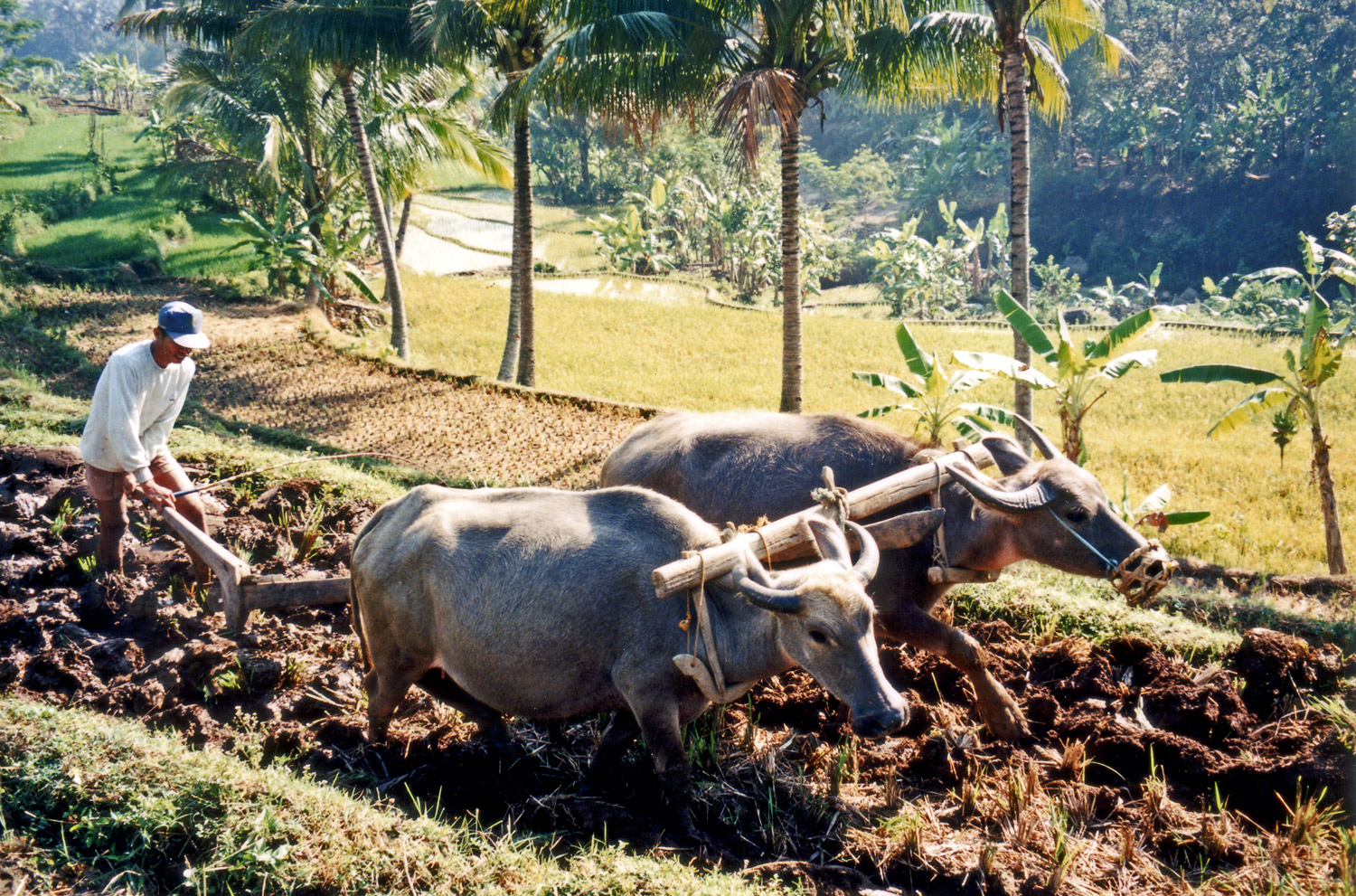
حرث حقول الأرز بواسطة جاموس الماء في إندونيسيا.

يستغل البشر ويعتمدون على عدد كبير من الأنواع الحيوانية والنباتية من أجل الغذاء، وذلك أساسا من خلال الزراعة، ولكن أيضا باستغلال سكان البرية، ولا سيما الأسماك البحرية. وتربية الماشية للاستفادة باللحوم في جميع أنحاء العالم، وفي (2011) كان هناك حوالي 1.4 مليار رأس من الأبقار، و 1.2 مليار رأس من الأغنام و 1 مليار خنزير محلي.
النباتات توفر الجزء الأكبر من الغذاء للبشر، ولحيواناتهم المنزلية. لقد لعب النباتات دورا رئيسيا في تاريخ الحضارات العالمية في الزراعة. وتشمل الهندسة الزراعية للمحاصيل الصالحة للزراعة، والبستنة للخضراوات والفاكهة، والتحريج للأخشاب. وقد تم استخدام حوالي 7 آلاف نوعاً من النباتات للأغذية، على الرغم من أن معظم الغذاء حالياً مشتق من 30 نوعا فقط. وتشمل المواد الغذائية الرئيسية الحبوب مثل الأرز والقمح والجذور والدرنات النشوية مثل البفرة والبطاطس والبقوليات مثل البازلاء والفاصولياء. الزيوت النباتية مثل زيت الزيتون توفر الدهون، في حين أن الفواكه والخضروات تساهم بـ الفيتامينات والمعادن إلى النظام الغذائي.
النباتات التي تزرع كمحاصيل صناعية هي مصدر مجموعة واسعة من المنتجات المستخدمة في التصنيع، وأحيانا على نحو مكثف جدا لتُعرِّض الخطر الضار على البيئة. وتشمل المنتجات غير الغذائية الزيوت العطرية والأصباغ الطبيعية والشمع والراتنجات والعفص والقلويدات والعنبر والفلين. وتشمل المنتجات المشتقة من النباتات كـالصابون والشامبو والعطور ومستحضرات التجميل والطلاء والتربنتين والمطاط ومواد التشحيم والمشمع والبلاستيك والأحبار. وتشمل أنواع الطاقة المتجددة من النباتات الحطب والخث والوقود الحيوي الآخر. ويشتق الوقود الأحفوري والفحم الحجري والنفط والغاز الطبيعي من بقايا الكائنات المائية بما في ذلك العوالق النباتية في الزمن الجيولوجي. وتستخدم الموارد الهيكلية والألياف من النباتات لبناء المساكن وتصنيع الملابس.ولا يستخدم الخشب فقط للمباني والقوارب والأثاث، ولكن أيضا لأشياء أصغر مثل الآلات الموسيقية والمعدات الرياضية. ينضج الخشب لصنع الورق والكرتون أيضاً. وغالبا ما يتم تصنيع القماش من القطن والكتان والرامي أو الألياف الاصطناعية مثل الرايون والأسيتات المستمدة من السليولوز النباتي. الخيط يستخدم لخياطة القماش ويأتي أيضا في جزء كبير من القطن. النباتات هي المصدر الرئيسي للمواد الكيميائية الأساسية، سواء بالنسبة للآثار الطبية والفسيولوجية، وللتوليف الصناعي من مجموعة واسعة من المواد الكيميائية العضوية.
يتم تصنيع المنسوجات من الألياف الحيوانية، كـ الصوف والحرير، والألياف النباتية، كـ القطن والكتان. والأصباغ أيضا مصنوعة من الحيوانات، كـ الكارمين من جثث الحشرات، ومن النباتات، المادة النيلية والأشنيات.

### للعمل والنقل
استخدمت الحيوانات العاملة كـالماشية والخيول والثيران والجمال والفيلة في العمل والنقل في مجال الزراعة، وتراجعت أعدادها مع وصول وسائل النقل الآلية والآلات الزراعية. وفي عام 2004، ما زالوا يوفرون نحو 80 في المائة من الطاقة للمزارع الصغيرة في العالم الثالث، وحوالي 20 في المائة من النقل العالمي، ولا سيما في المناطق الريفية. في المناطق الجبلية غير مناسبة للمركبات ذات العجلات، لا تزال لحيوانات الأحمال وجود لنقل البضائع.

### في العلوم

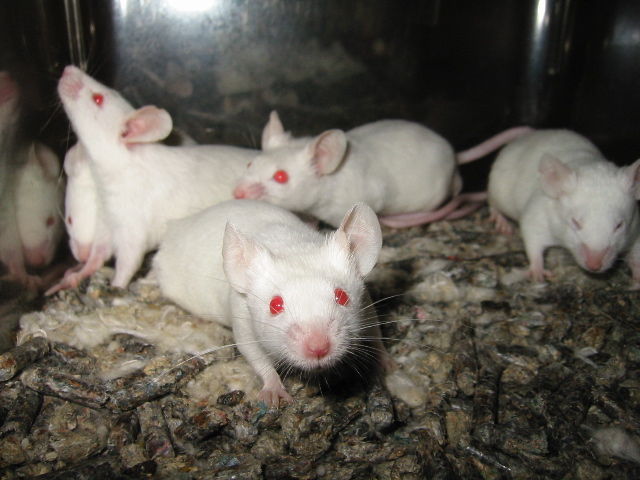
استخدام الفئران المخبرية على نطاق واسع في البحوث الطبية.

علم الأحياء يدرس المجموعة الكاملة من الكائنات الحية. 
تلعب الحيوانات مثل ذبابة الفاكهة والدانيو المخطط والدجاج وفأر المنزل، دورا رئيسيا في العلوم والنماذج الحية، في البحوث البيولوجية الأساسية، مثلما في علم الوراثة، وفي تطوير أدوية جديدة، والتي يجب يتم اختبارهم بشكل شامل للتأكد من سلامتهم. وتستخدم الملايين من الثدييات، وخاصة الفئران والجرذان، في التجارب كل عام. وتستخدم الفئران للمساعدة في اكتشاف وظائف الجينات.
قد أجريت البحوث البيولوجية الأساسية في كثير من الأحيان مع النباتات. في علم الوراثة، سمحت زراعة نباتات البازلاء لـغريغور يوهان مندل باستخلاص القوانين الأساسية التي تحكم الوراثة، وسمح فحص الكروموسومات في الذرة لـ باربرا مكلنتوك بإثبات صلتها بالصفات الموروثة. يستخدم نبات رشاد أذن الفأر في المختبرات كـ نموذج حي لفهم كيفية سيطرة الجينات على نمو وتطور الهياكل النباتية. قد تعتمد المحطات الفضائية أو المستعمرات الفضائية يوما ما على النباتات لدعم الحياة.

### للأدوية والعقاقير الطبية

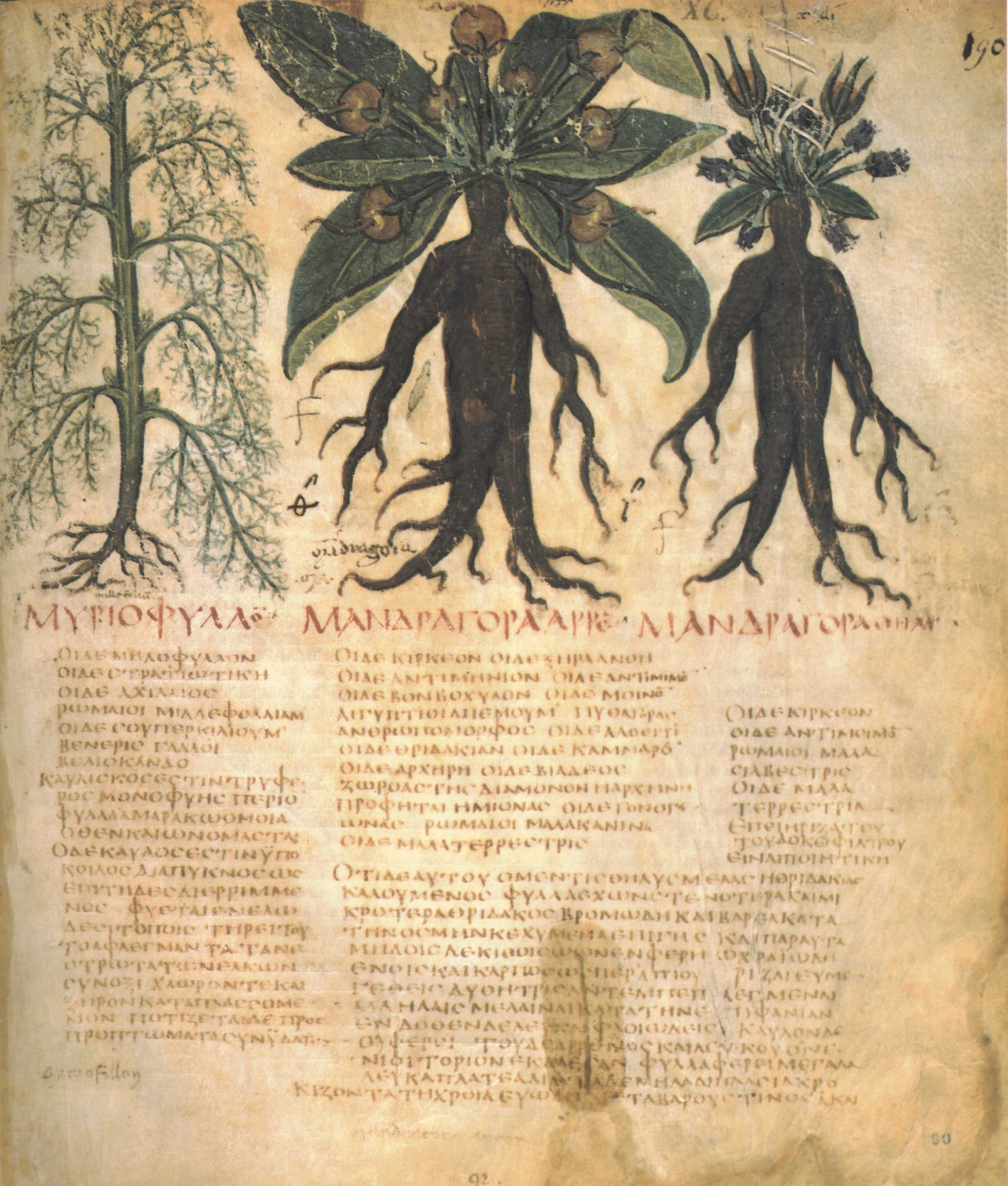
يبروح طبي في كتاب ديسقوريدوس (من المواد الطبية)، واحدة من مئات النباتات الطبية التي استخدمت منذ الأزمنة كلاسيكية قديمة.

أجريت اللقاحات باستخدام الحيوانات منذ اكتشافها من قبل إدوارد جينر في القرن الثامن عشر. لقد ذَكَرَ أن التلقيح مع جدري البقر الحي يوفر الحماية من أخطر أنواع الجدري. في القرن التاسع عشر، طور لويس باستور لقاحا ضعيفا لـ داء الكلب. في القرن العشرين، تم تطوير لقاحات الأمراض الفيروسية النكاف وشلل الأطفال باستخدام الخلايا الحيوانية المزروعة في المختبر.
تستند مجموعة متزايدة من العقاقير الطبية على السموم والجزيئات الأخرى ذات الأصل الحيواني. تم عزل عقار السرطان «يونديليس» من غلاليات «إكتيناسيديا توربيناتا».
منذ العصور الكلاسيكية القديمة وربما قبل ذلك بكثير، مئات الأنواع من النباتات وفرت الأدوية لعلاج مجموعة واسعة من ال. كتاب ديسقوريدوس (من المواد الطبية)، التي كتبها عام 70 م، سرد حوالي 600 نبات طبي وحوالي 1000 عقارمصنوع منهم، بما في ذلك المواد المعروفة بأنها فعالة مثل الآقونيطن، الحنظل، اللحلاح، البنج الأسود، الأفيون. وظل الكتاب مرجعا معياريا لما يقرب من ألفي سنة، وكان الأساس للدستور الأوروبي حتى نهاية القرن التاسع عشر.
أيضا منذ العصور المبكرة، استغل الناس بعض من المؤثرات النفسانية المصنعة من قبل النباتات في الطقوس الدينية والمتعة. ومن بين أكثرها استخداما على مر التاريخ، الكحول الذي ينتج عن تخمير الحبوب مع الخميرة، والتبغ والقهوة والشاي والشوكولاته والقنب الهندي (التي تستخدم كأوراق لمدة 8000 سنة في بيرو، وفي الآونة الأخيرة تنقيتها إلى الكوكايين)، المسكالين (من الصبار) والسيلوسيبين (من الفطريات).

### للمتعة

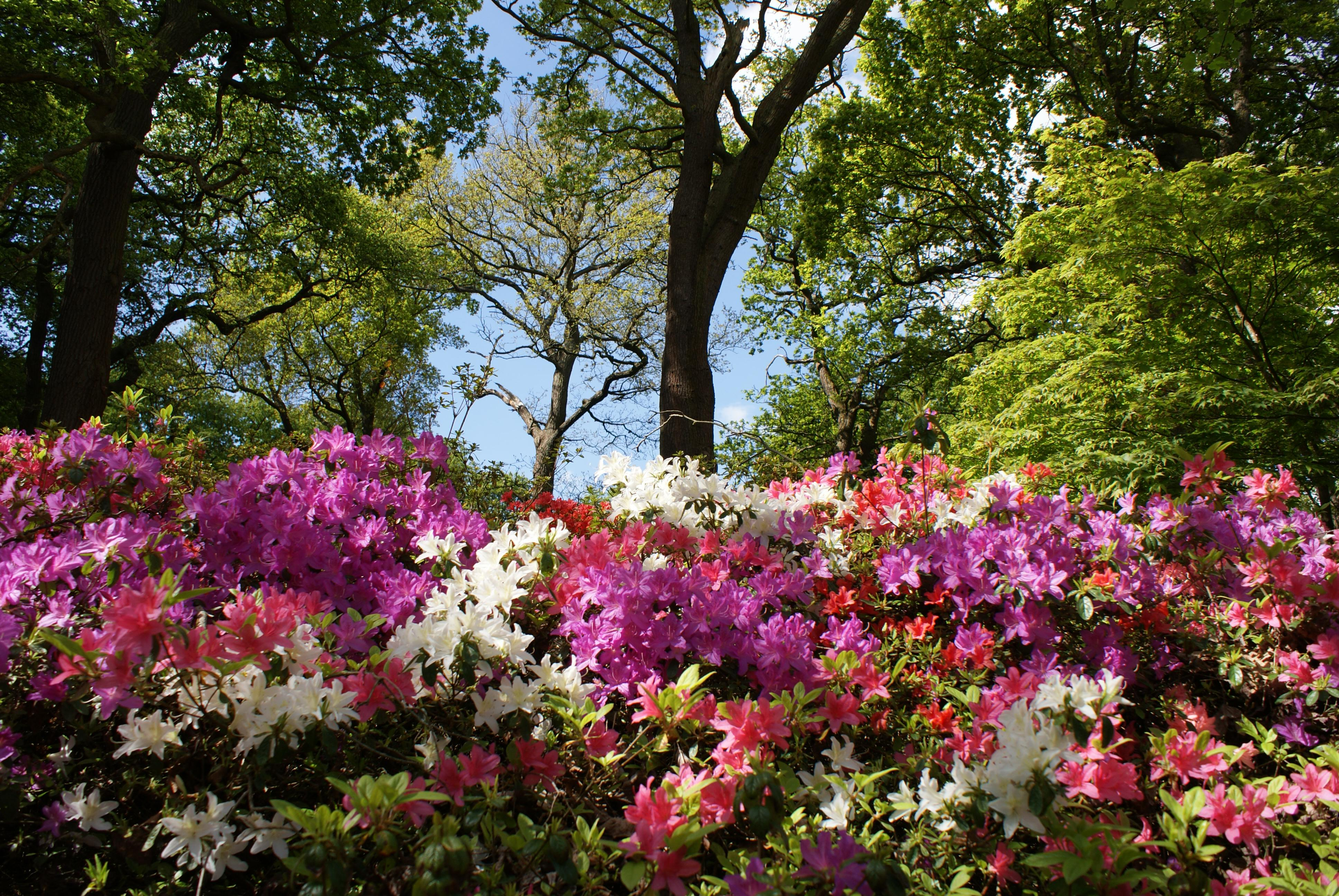
عرض الأزهار غني الألوان في مزرعة إيزابيلا، ريتشموند بارك، لندن والتي تجذب العديد من الزوار.

تستخدم كل من الحيوانات والنباتات لتوفير المتعة، من خلال مجموعة من الأنشطة بما في ذلك حفظ الحيوانات الأليفة والقنص وصيد الأسماك، والحدائق العامة.
يتم الاحتفاظ بمجموعة واسعة من الحيوانات كـ حيوانات منزلية، من اللافقاريات مثل الرتيلاء والأخطبوط، والحشرات كـ فرس النبي، والزواحف مثل الثعابين والحرباء،  والطيور كـ الكناري، والباراكيت والببغاوات. الثدييات هي الحيوانات المنزلية الأكثر شعبية في العالم الغربي، مع الأنواع الأكثر الاحتفاظ مثل الكلاب والقطط والأرانب. على سبيل المثال، في أمريكا عام 2012 كان هناك حوالي 78 مليون كلب، 86 مليون قطة، و 3.5 مليون أرنب. هناك توتر بين دور الحيوانات برفقة البشر، ووجودهم كأفراد لهم حقوق خاصة بهم.
يتم صيد العديد من الحيوانات فقط لأجل الممارسة كرياضة. والحيوانات المائية التي تصطاد في أغلب الأحيان للرياضة هي الأسماك، كـالعديد من الأنواع من الحيوانات المفترسة البحرية الكبيرة مثل أسماك القرش والتونة، إلى أسماك المياه العذبة مثل سمك السلمون المرقط والكارب. طيور مثل الحجل، الدراج والبط، والثدييات مثل الغزلان والخنازير البرية، هي من بين الحيوانات الطريدة.
تزرع آلاف الأنواع النباتية لأغراض جمالية، ولتوفير الظلال، وتعديل درجات الحرارة، والحد من الرياح، وخفض الضوضاء، وتوفير الخصوصية، ومنع تآكل التربة. النباتات هي أساس صناعة السياحة التي تبلغ قيمتها مليارات الدولارات سنويا، والتي تشمل السفر إلى الحدائق التاريخية والحدائق الوطنية والغابات المطيرة والغابات ذات أوراق الخريف الملونة والمهرجانات مثل مهرجانات أزهار الكرز في اليابان وأمريكا. وفي حين تزرع بعض الحدائق بالمحاصيل الغذائية، فإن الكثير منها يزرع لأغراض جمالية أو للزينة أو الحفظ. المشتل والحدائق النباتية هي مجموعات عامة من النباتات الحية. في الحدائق الخاصة في الهواء الطلق، وتستخدم الأعشاب، وأشجار الظل، وأشجار الزينة والشجيرات والكروم والنباتات العشبية المعمرة ونباتات الفراش. قد تزرع الحدائق النباتات في دولة طبيعية، أو قد نحت نموها، كما هو الحال مع توبياري أو إسبالير. وتعد زراعة الحدائق هي النشاط الترفيهي الأكثر شعبية في الولايات المتحدة، والعمل مع النباتات أو علاج البستنة مفيد لإعادة تأهيل الأشخاص ذوي الإعاقة. ويمكن أيضا زراعة النباتات أو الاحتفاظ بها في الداخل كـ نبات منزلي أو في المباني المتخصصة مثل الدفيئة الزراعية المصممة لرعاية النباتات الحية وزراعتها. خناق الذباب والنباتات الحساسة كـ ميموسا بوديكا هي أمثلة على النباتات التي تباع باعتبارها مستجدات. وهناك أيضا أشكال فنية متخصصة في ترتيب القطع أو النبات الحي، مثل بونساي وإيكيبانا، وترتيب القطع أو الزهور المجففة. وقد غيرت نباتات الزينة في بعض الأحيان مسار التاريخ، كما هو الحال في نبتة جنون التوليب.

## استخدامات رمزية

### في الفن
لكل من الحيوانات والنباتات أهمية في الفن، سواء كخلفية أو كمواضيع رئيسية.
كانت الثدييات، بما في ذلك الأسماك والحشرات من بين المجموعات الأخرى، موضوع الفن في أقدم العصور، في كل من التاريخ المبكر كما في مصر القديمة، وعصور ما قبل التاريخ، كما هو الحال في لوحات كهف لاسكو وغيره من المواقع في دوردونيي (إقليم فرنسي). ومن الصور الفنية الرئيسية للحيوانات آلبرخت دورر 1515 لوحة وحيد القرن.

تظهر النباتات في الفن، إما لتوضيح مظهرها النباتي، أو لأغراض الفنان، والتي قد تشمل زخرفة أو رمزية دينية. على سبيل المثال، تمت مقارنة مريم العذراء من قبل بيدا إلى الزنبق، بتلات بيضاء تدل على نقاء الجسم، في حين أن السداة الصفراء تدل على ضوء مشع الروح؛ وبناء على ذلك، قد صورت اللوحات الأوروبية لبشارة العذراء إناء الزنابق البيضاء في غرفتها للإشارة إلى صفاتها. وغالبا ما تستخدم النباتات أيضا كخلفيات أو ميزات في صور، وكمواضيع الرئيسية في الطبيعة الصامتة.

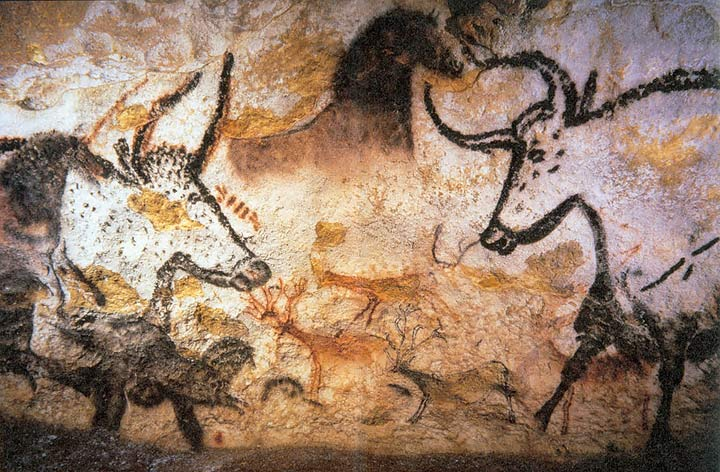
العصر الحجري الأعلى الكهف اللوحة من الأرخص, الخيول و الغزلان, اسكو ، c. 17,300 عاما
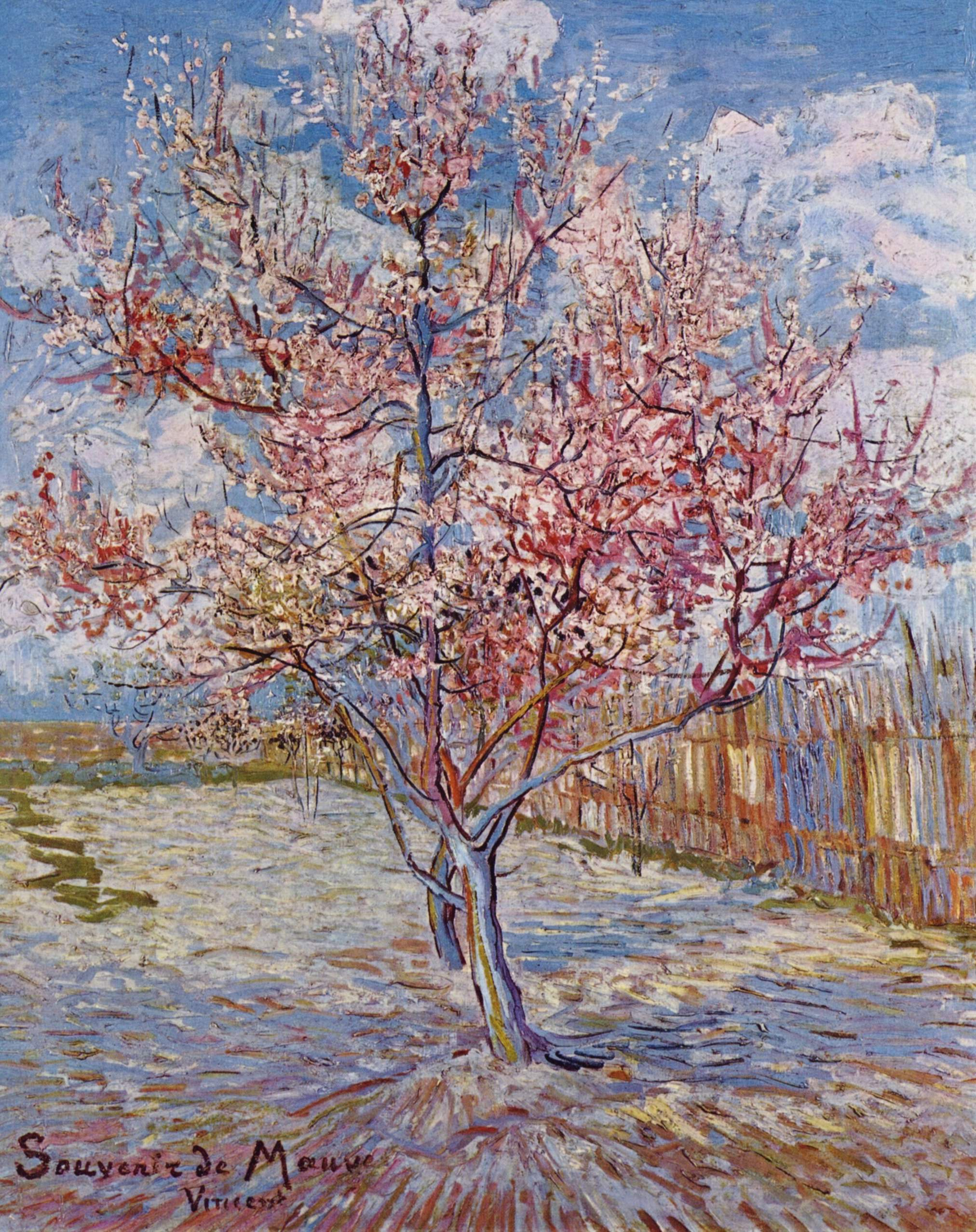
واحدة من فنسنت فان جوخ's البساتين المزهرة اللوحات: تذكار دي البنفسجي, 1888

### في الأدب والسينما

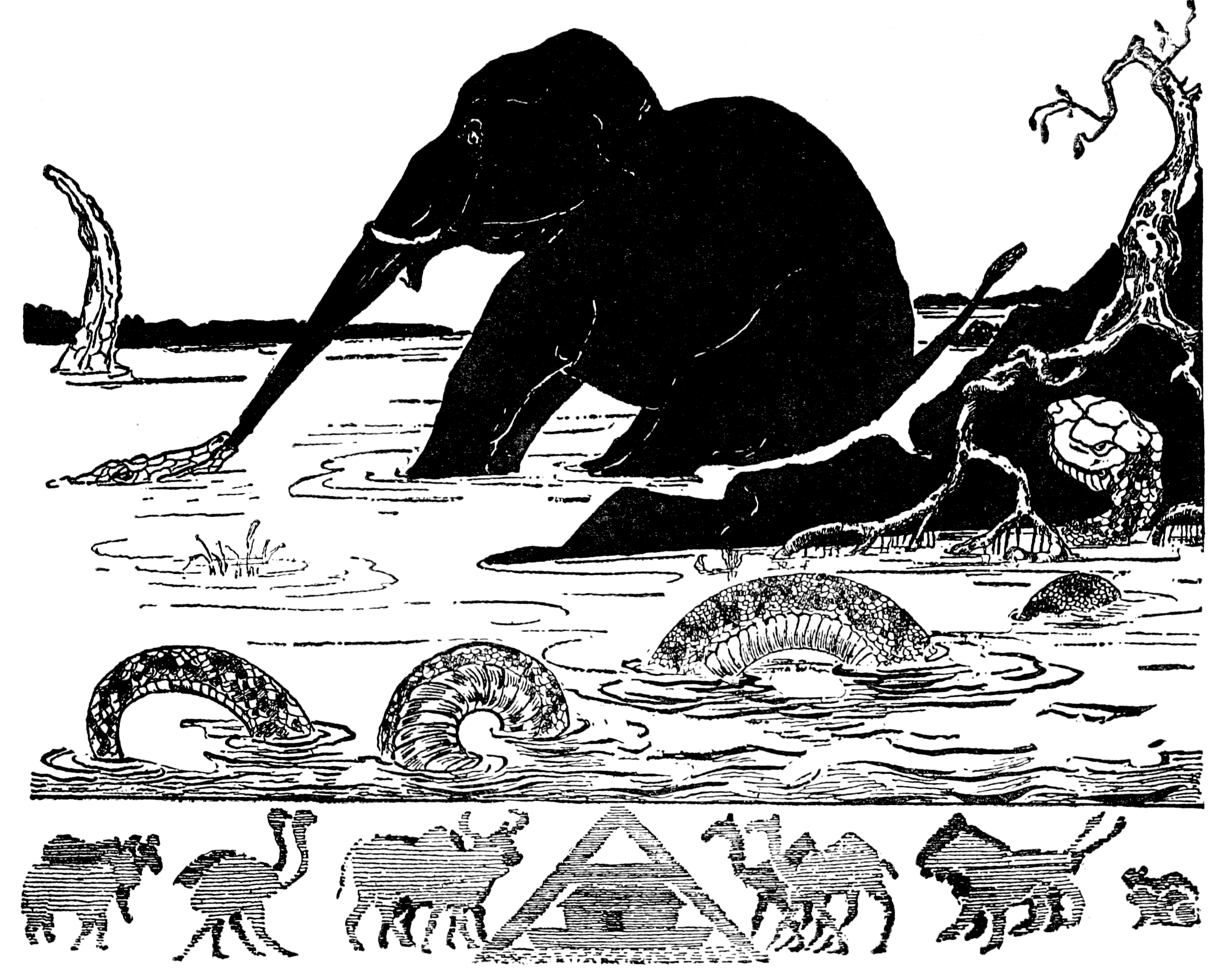
"كيف حصل الفيل على جذعه" في كتاب روديارد كبلينغ (هكذا تكون القصص)، 1902. تحت الصورة الرئيسية، موكب من الحيوانات يذهبون اثنين بعد اثنين في سفينة نوح.

تظهر كل من الحيوانات والنباتات في الأدب والسينما.
تلعب الحيوانات المتنوعة مثل النحل والخنافس والفئران والثعالب والتماسيح والفيلة مجموعة واسعة من الأدوار في الأدب والسينما. وقد استند هذا النوع من الأفلام على الحشرات المتضخمة، بما في ذلك العمل الرائد في 1954 (هم!)، ويضم النمل العملاق تحوره بالإشعاع، وفي عمل سنة 1957 (السرعوف القاتل). ظهرت الطيور في بعض الأحيان في الفيلم، كما هو الحال في عمل ألفريد هيتشكوك في عام 1963 (الطيور)، استنادا إلى قصة دافني دو مورييه التي تحمل نفس الاسم، والتي تحكي قصة الهجمات المفاجئة على الناس من قبل قطعان عنيفة من الطيور.
النباتات أيضا، سواء كانت حقيقية أو خيال تصوري، تلعب أدوارا كثيرة في الأدب والسينما.

### في الأساطير والدين

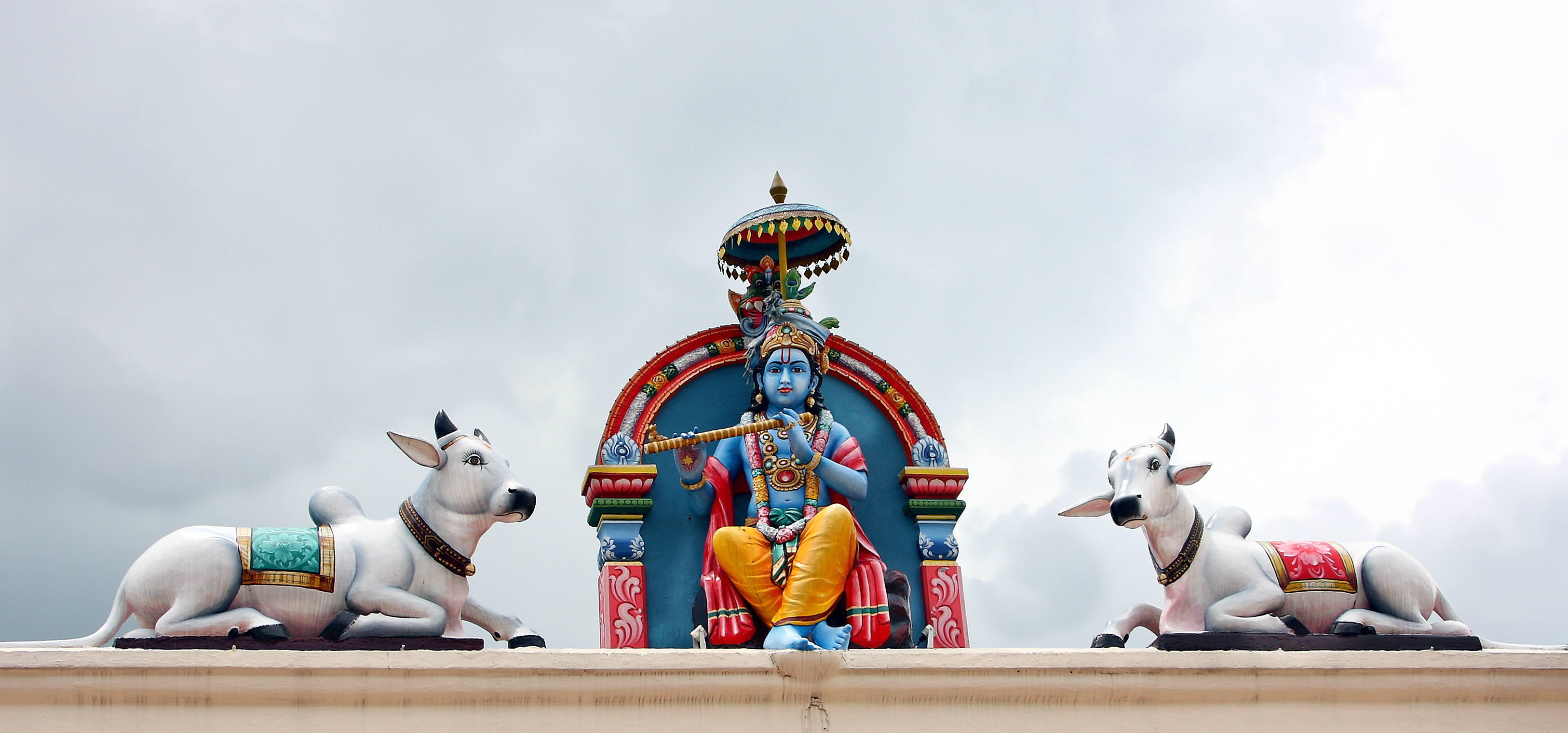
الحيوانت مهمة في الأديان كـ الهندوسية. في الصورة، بقرة تستمع لموسيقى كريشنا.

تتميز الحيوانات بما في ذلك العديد من الحشرات[43] والثدييات في الأساطير والدين. من بين الحشرات، في كل من اليابان وأوروبا، وبعيدا عن اليونان القديمة وروما، كان ينظر إلى الفراشة على أنها تجسيد روح الشخص، في حين كانوا على قيد الحياة وبعد وفاتهم. وكان الجعران الفرعوني مقدسا في مصر القديمة، في حين اعتبر فرس النبي إله في تقليد شعب بوشمن في جنوب أفريقيا لوضعه الذي يشبه الصلاة. من بين الثدييات، البقرة المقدسة[49] والغزلان المقدسة و والأسود والذئاب (والمستذئب)، هي موضوعات من مواضيع الأساطير والعبادة. من بين اثني عشر علامة البروج الغربي، ستة برج الحمل (الخروف)، برج الثور (الثور)، برج السرطان (سرطان البحر)، برج الأسد (الأسد)، برج العقرب (العقرب)، وبرج الحوت (الأسماك) نلاحظ أن كلهم من الحيوانات، في حين أن اثنين آخرين، برج القوس (الحصان / الرجل) وبرج الجدي (الأسماك / الماعز) هي حيوانات الهجينة. اسم البروج يعني في الواقع دائرة من الحيوانات. كل اثني عشر علامات من البروج الصينية هي حيوانات.
النباتات بما في ذلك الأشجار مهمة في الأساطير والدين، حيث أنها ترمز إلى مواضيع مثل الخصوبة والنمو والخلود وولادة جديدة، وربما تكون سحرية نوعا ما. وفي الأساطير اللاتفية، الشجرة التي تنمو من بداية رحلة الشمس اليومية عبر السماء. شجرة كونية مختلفة هي إغدراسيل، شجرة العالم من الأساطير الإسكندنافية، والتي علق عليها أودين. تم العثور على النباتات السحرية أيضا، في الأساطير الصربية، حيث من المفترض أن تكون نبتة راسكوفنيك قادرة على فتح أي قفل. في الرمزية البوذية، كل من نبتة نيلم جوزي وشجرة بودي ذوي أهمية كبيرة. اللوتس هي واحدة من ثمانية علامات الميمون المشتركة بين البوذية والجاينية والهندوسية، وتمثل النقاء البدائي للجسم والكلام والعقل، وتطفو فوق المياه الموحلة.